# Drosophila scioptera
Drosophila scioptera är en tvåvingeart som beskrevs av Oswald Duda 1927. Drosophila scioptera ingår i släktet Drosophila och familjen daggflugor.
Artens utbredningsområde är Bolivia.